# 淘氣乖乖女
《淘氣乖乖女》（じゃじゃ馬ならし）是富士電視在1993年（平成5年）7月5日至9月20日毎週一21:00‐21:54（JST
）播放的電視劇。原名與故事靈感取自莎士比亞早期經典喜劇《馴悍記》。
STAR TV旗下的衛視中文台曾在《日本偶像劇場》時段播出中文配音版。由當紅小生的中井貴一與青春花旦的觀月亞里莎領銜主演，並由內田有紀、石田壹成、鶴田真由、武田真治、西村雅彥、草刈正雄、金田明夫、長谷川初範和平泉成等青壯年實力派演員以及當下一時之選年輕演員，亦於日後躍升知名一線演員共同演出，全12回，平均收視率21.8%。

## 劇情
水星公司的員工隆一郎和富有的女老闆北原真由美結婚的當天，新娘因為車禍意外身亡，而在真由美葬禮當天，她和前夫所生的女兒夏美出現，並開始了同居生活。
接著水星公司的財產被下屬們篡奪，而隆一郎所住的豪宅亦被查封被逼搬遷到到木造的廉價公寓，並決定以父親的身份一盡責任，為她建築主題樂園水星島。
夏美在新學校裡遇到了幼時青梅竹馬的好友亞矢，在她和愛慕夏美的富家公子哥肇、直人幫助下，隆一郎和夏美渡過了難關並奪回了屬於他們的東西。在和隆一郎的相處中，夏美也漸漸的對他產生了一種有別於親情的情感...

## 主要登場人物
- 山田隆一郎（やまだりゅういちろう）－中井貴一
水星公司的員工。與社長北原真由美(北原まゆみ)結婚並繼其產業，娶了夏美，成為最後的社長。
- 北原夏美（きたはらなつみ）－觀月亞里莎
真由美與伊部真的女兒，曾在費城留學且看似叛逆但天真爛漫，最後成為隆一郎的妻子。
- 杉村亮子（すぎむらりょうこ）－鶴田真由
水星公司的員工，原以為真由美死了，便可成為隆一郎的心靈寄託的終身伴侶…豈料夏美的出現，卻讓她徹底的陷入失戀。
- 玉置亞矢（たまきあや）－内田有紀
夏美的青梅竹馬。
- 久保田勝二（くぼたかつじ）－草刈正雄
真由美(北原まゆみ)死後，借其趁虛而入掠奪她的一切，進而成為社長，但因其陰謀被其子揭穿，故而逮捕入獄。
- 久保田肇（くぼたはじめ）－石田壹成(いしだ壱成）
勝二的獨子，曾對夏美一見鍾情，故助其一臂之力，大義滅親。因隆一郎的關係而未曾向其表白，所以一切皆成追憶。
- 清水直人（しみずなおと） - 武田真治
一開始對亞矢一見鍾情，但之後就被夏美所吸引而改弦易轍。原本是不良少年的學長，卻在最後為其犧牲而壯烈成仁。
- 美雪(みゆき) - 菊池あゆみ
亞矢的跟班。
- 西澤里美/西沢さとみ（にしざわさとみ） - 三井ゆり
亞矢的跟班。
- 秋野莉香/秋野りか（あきのりか） - 本上真奈美(本上まなみ)
亞矢的跟班。
- 安娜/アンナ - 植田あつき
P's Dinner酒吧，總是托盤不離身的侍女。
- 老闆/マスター - 高杉亘
P's Dinner的老闆。
- 川島良介（かわしまりょうすけ） - 西村雅彦
久保田的部下，因幫著勝二為虎作悵，也跟著坐牢了。
- 金沢修二（かなざわしゅうじ） - 金田明夫
久保田的部下兼顧問律師，應受其影響並做了非法勾當而一起下監。
- 伊部真（いべまこと） - 長谷川初範
夏美的生父。
- 蔵原圭三（くらはらけいぞう） - 塩見三省
北原家的執事。
- 渡部利夫（わたべとしお） - 蛭子能収
現場作業員。
- 魚販店主 - 神戸浩
- 綿貫警部 - 平泉成
警官，派出所所長。
- 高木（たかぎ） - 河原さぶ
- 耕平（こうへい） - 阿久津健太郎

## 收視率

### 日本
| 第1話                                                    | 1993年7月5日  | 突然、父親になる   | 神山由美子 戸田山雅司 | 星 護    | 22.3% |
| 第2話                                                    | 1993年7月12日 | 突然、貧乏になる   | 岡田恵和              | 星 護    | 20.7% |
| 第3話                                                    | 1993年7月19日 | 突然、信用を失う   | 岡田恵和              | 木下高男 | 22.5% |
| 第4話                                                    | 1993年7月26日 | 突然、ドレスを着る | 戸田山雅司            | 木下高男 | 20.4% |
| 第5話                                                    | 1993年8月2日  | 突然、倒れる       | 岡田恵和              | 河野圭太 | 20.7% |
| 第6話                                                    | 1993年8月9日  | 突然、実父が来る   | 戸田山雅司            | 星 護    | 23.5% |
| 第7話                                                    | 1993年8月16日 | 突然、お別れ       | 岡田恵和              | 木下高男 | 19.6% |
| 第8話                                                    | 1993年8月23日 | 突然、プロポーズ   | 岡田恵和              | 河野圭太 | 22.2% |
| 第9話                                                    | 1993年8月30日 | 突然、走り出す     | 戸田山雅司            | 木下高男 | 22.5% |
| 第10話                                                   | 1993年9月6日  | 突然、友人が死ぬ   | 岡田恵和              | 星 護    | 21.3% |
| 第11話                                                   | 1993年9月13日 | 突然、逮捕される   | 戸田山雅司            | 木下高男 | 23.9% |
| 最終話                                                   | 1993年9月20日 | 突然結婚する、が   | 戸田山雅司            | 星 護    | 21.9% |
| 平均收視率 21.8%（收視率關東地區・取自ビデオリサーチ社） |               |                    |                       |          |       |

### 電視節目的變遷
| 日本電視台 富士電視台週一9點檔連續劇 | 日本電視台 富士電視台週一9點檔連續劇   | 日本電視台 富士電視台週一9點檔連續劇 |
| ------------------------------------ | -------------------------------------- | ------------------------------------ |
|                                      | 淘氣乖乖女 （2011.10.12 - 2011.12.21） |                                      |
| 一個屋簷下 （2011.7.6 - 2011.9.14）  | 愛情白皮書 （2012.1.11 - 2012.3.14）   |                                      |

## 外部連結
- 富士電視台
- 富士電視台1 2 3 Next